# Walter Ritz
Walter Ritz (Sion, 22 de fevereiro de 1878 — Göttingen, 7 de julho de 1909) foi um matemático e físico suiço.

## Vida
Filho de Raphael Ritz, natural de Wallis, agricultor e arquiteto de interiores, e de mãe com nome de solteira Nördlinger, filha de um engenheiro de Tübingen.
Em 1897 iniciou o curso de engenharia na Escola Politécnica de Zurique, mudando logo em seguida para matemática.
Em 1900 contraiu tuberculose, possivelmente também pleurite, em conseqüência da qual viria a falecer. Em 1901 foi estudar na Universidade de Göttingen por motivos de saúde. Lá foi influenciado por Woldemar Voigt e David Hilbert. Ritz escreveu uma tese sobre linhas espectrais de átomos, obtendo o doutorado com distinção máxima (summa cum laude). Este tema conduziu mais tarde ao princípio da combinação de Ritz e em 1913 ao modelo atômico de Ernest Rutherford e Niels Bohr.
Na primavera de 1903 participou em Leiden das aulas de Hendrik Lorentz sobre problemas eletrodinâmicos e sua nova teoria eletrônica. Em junho de 1903 estava em Bonn no Instituto Heinrich Kayser, onde encontrou uma linha espectral em Carbonato de Cálcio, que ele havia previsto em sua tese.
Em julho de 1904 sua doença agravou-se e ele voltou para Zurique. A doença impediu-o de escrever novos trabalhos científicos até 1906.
Em setembro de 1907 mudou-se para Tübingen, e em 1908 novamente para Göttingen, onde assumiu uma vaga como Privatdozent na universidade. Lá publicou "Recherches critiques sur l'Électrodynamique Générale".
Como aluno, amigo ou colega teve contato como diversas personalidades: David Hilbert, Andreas Voigt, Hermann Minkowski, Lorentz, Cotton, Friedrich Paschen, Henri Poincaré e Albert Einstein. Em Zurique foi colega de estudos de Einstein.

## Realizações científicas
Ritz deduziu com o Método de Ritz um procedimento numérico da mecânica técnica um trabalho teórico que serviu como base para o método dos elementos finitos. O método de Ritz também é conhecido como princípio variacional de Ritz.
Ritz encontrou de forma empírica em 1908 o princípio da combinação de Ritz. De acordo com o princípio, a soma ou diferença das freqüências de duas linhas espectrais é muitas vezes a freqüência de outra linha. Quais destas freqüências realmente são observáveis foi somente mais tarde explicado mediante a regra da seleção, que segue mediante cálculos da mecânica quântica. A base para isto foram as pesquisas sobre linhas espectrais de Johann Jakob Balmer (Série de Balmer).
Walter Ritz defendia como outros a teoria corpuscular, como alternativa à teoria do éter de Hendrik Lorentz e da Teoria da Relatividade. É cintificamente interessante o ponto de vista que a teoria de Ritz apoiava-se sobre a transformação de Galileu, ao invés da estrutura espaço-tempo, bem como sobre a transformação de Lorentz. Ritz também discutiu com Einstein sobre isto, mantendo a partir de 1908 até sua morte prematura no periódico Physikalische Zeitschrift uma discussão científica com ele. Atualmente a teoria de Ritz é refutada, mas isto não invalida sua capacidade genial, e ele teria certamente muito a contribuir com o desenvolvimento da teoria da relatividade, se não tivesse morrido tão jovem, com 31 anos de idade apenas!